# IJslandse Supercup
De supercup van IJsland (IJslands: Meistarakeppni karla) wordt voorafgaand aan de start van de nieuwe voetbalcompetitie gespeeld tussen de landskampioen en de bekerwinnaar. Uitzonderingen hierop waren 1996 en 1998 in welke jaren de strijd direct na afloop van het seizoen werd gespeeld. Van 1970-1978 werd de supercup beslist middels een competitie tussen de drie clubs die zich hadden geplaatst voor de UEFA bekertoernooien.

## Uitslagen
De jaartallen verwijzen naar het seizoen waarin het kampioenschap en de beker werd behaald.
blauwelink = supercupwinnaar
| Seizoen | Landskampioen      | Uitslag                | Bekerwinnaar           |
| ------- | ------------------ | ---------------------- | ---------------------- |
| 1968    | KR Reykjavík       | 1-1, 3-0, 4-2, 6-1     | ÍBV Vestmannaeyjar     |
| 1969    | ÍB Keflavík        | 2-0, 0-2, 1-1, 2-1     | ÍB Akureyri            |
| Seizoen | Landskampioen      | Bekerwinnaar           | UEFA cup deelnemer     |
| 1970    | ÍA Akranes         | Fram Reykjavík         | ÍB Keflavík            |
| 1971    | ÍB Keflavík        | Víkingur Reykjavík (f) | ÍBV Vestmannaeyjar     |
| 1972    | Fram Reykjavík     | ÍBV Vestmannaeyjar     | ÍB Keflavík            |
| 1973    | ÍB Keflavík        | Fram Reykjavík         | Valur Reykjavík        |
| 1974    | ÍA Akranes         | Valur Reykjavík        | ÍB Keflavík            |
| 1975    | ÍA Akranes         | ÍB Keflavík            | Fram Reykjavík         |
| 1976    | Valur Reykjavík    | ÍA Akranes (f)         | Fram Reykjavík         |
| 1977    | ÍA Akranes         | Valur Reykjavík (f)    | ÍBV Vestmannaeyjar     |
| 1978    | Valur Reykjavík    | ÍA Akranes (f)         | ÍB Keflavík            |
| Seizoen | Landskampioen      | Uitslag                | Bekerwinnaar           |
| 1979    | ÍBV Vestmannaeyjar | 0-0 ns (4-3)           | Fram Reykjavík         |
| 1980    | Valur Reykjavík    | 0-1                    | Fram Reykjavík         |
| 1981    | Víkingur Reykjavík | 2-0                    | ÍBV Vestmannaeyjar     |
| 1982    | Víkingur Reykjavík | 2-0                    | ÍA Akranes             |
| 1983    | ÍA Akranes         | 1-2                    | ÍBV Vestmannaeyjar (f) |
| 1984    | ÍA Akranes         | 2-3                    | Fram Reykjavík (f)     |
| 1985    | Valur Reykjavík    | 1-2                    | Fram Reykjavík         |
| 1986    | Fram Reykjavík     | 0-2                    | ÍA Akranes             |
| 1987    | Valur Reykjavík    | 4-3                    | Fram Reykjavík         |
| 1988    | Fram Reykjavík     | 3-1                    | Valur Reykjavík        |
| 1989    | KA Akureyri        | 1-0                    | Fram Reykjavík         |
| 1990    | Fram Reykjavík     | 1-2                    | Valur Reykjavík        |

| Seizoen                                      | Landskampioen        | Uitslag      | Bekerwinnaar                  |
| -------------------------------------------- | -------------------- | ------------ | ----------------------------- |
| 1991                                         | Víkingur Reykjavík   | 1-3          | Valur Reykjavík               |
| 1992                                         | ÍA Akranes           | 1-2          | Valur Reykjavík               |
| 1993                                         | ÍA Akranes           | 4-2          | ÍB Keflavík                   |
| 1994                                         | ÍA Akranes           | 50           | KR Reykjavík                  |
| 1995                                         | ÍA Akranes           | 1-3          | KR Reykjavík                  |
| 1996                                         | ÍA Akranes           | 3-5          | ÍBV Vestmannaeyjar (f)        |
| 1997                                         | ÍBV Vestmannaeyjar   | 1-3          | ÍB Keflavík                   |
| 1998                                         | ÍBV Vestmannaeyjar   | 2-1          | IF Leiftur (Olafsfjördur) (f) |
| 1999-2001 niet gespeeld                      |                      |              |                               |
| 2002                                         | KR Reykjavík         | 2-1          | Fylkir Reykjavík              |
| 2003                                         | KR Reykjavík         | 0-3          | ÍA Akranes                    |
| 2004                                         | FH Hafnarfjörður     | 2-0          | ÍB Keflavík                   |
| 2005                                         | FH Hafnarfjörður     | 0-1          | Valur Reykjavík               |
| 2006                                         | FH Hafnarfjörður     | 1-0          | ÍB Keflavík                   |
| 2007                                         | Valur Reykjavík      | 2-1          | FH Hafnarfjörður              |
| 2008                                         | FH Hafnarfjörður     | 3-1          | KR Reykjavík                  |
| 2009                                         | FH Hafnarfjörður     | 1-0          | Breiðablik Kópavogur          |
| 2010                                         | Breiðablik Kópavogur | 0-3          | FH Hafnarfjörður              |
| 2011                                         | KR Reykjavík         | 2-0          | FH Hafnarfjörður (#2)         |
| 2012                                         | FH Hafnarfjörður     | 3-1          | KR Reykjavík                  |
| 2012                                         | Valur Reykjavík      | 3-1 nv       | Fylkir Reykjavík              |
| 2013                                         | KR Reykjavík         | 2-0          | Fram Reykjavík                |
| 2014                                         | Stjarnan Garðabær    | 1-0          | KR Reykjavík                  |
| 2015                                         | FH Hafnarfjörður     | 3-3 ns (1-4) | Valur Reykjavík               |
| 2016                                         | FH Hafnarfjörður     | 0-1          | Valur Reykjavík               |
| 2017                                         | FH Hafnarfjörður     | 0-0 ns (1-4) | Valur Reykjavík               |
| 2018                                         | Valur Reykjavík      | 2-0          | ÍB Vestmannaeyja              |
| 2019                                         | Valur Reykjavík      | 0-0 ns (5-6) | Stjarnan Garðabær             |
| 2020                                         | KR                   | 1-0          | Vikingur R.                   |
| 2021 niet gespeeld vanwege de Coronapandemie |                      |              |                               |
| 2022                                         | Vikingur R.          | 1-0          | Breiðablik                    |
| 2023                                         | Breiðablik           | 3-2          | Vikingur R.                   |
| 2024                                         | Vikingur R.          | 1-1 ns (4-2) | Valur                         |
| 2025                                         | Breiðablik           | 3-1          | KA                            |

(f) = bekerfinalist
(#2) = no. 2 competitie